# Palmele
Palmele este un film românesc din 2008 regizat de George Chiper. Rolurile principale au fost interpretate de actorii Coca Bloos.

## Distribuție
Distribuția filmului este alcătuită din:
- Coca Bloos — Emilia Dumitrescu